# Eilandsraadsverkiezingen 2011
De Eilandsraadsverkiezingen 2011 waren Nederlandse verkiezingen die gehouden werden op 2 maart 2011. Bij deze verkiezingen werden de leden gekozen voor de eilandsraden van Caribisch Nederland in de openbare lichamen Bonaire, Saba en Sint Eustatius.
De verkiezingen vonden op dezelfde dag plaats als de Provinciale Statenverkiezingen in de rest van Nederland.

## Kiesgerechtigdheid
Om stemgerechtigd te zijn diende men krachtens de Kieswet de Nederlandse nationaliteit te hebben, op de dag van de stemming ten minste achttien jaar oud te zijn en op de dag van de kandidaatstelling te wonen in het openbare lichaam waarvoor de verkiezing plaatsvond.
Niet-Nederlanders waren in eerste instantie niet kiesgerechtigd. Dit was gedaan om te voorkomen dat zij via de eilandsraad invloed zouden kunnen uitoefenen op de samenstelling van de Eerste Kamer. Het Gemeenschappelijke Hof van Justitie van Aruba, Curaçao, Sint Maarten, en Bonaire, Sint Eustatius en Saba oordeelde echter op 10 januari 2010 dat het actief kiesrecht voor de eilandsraadsverkiezingen van Bonaire, Sint Eustatius en Saba niet mocht worden beperkt tot Nederlandse ingezetenen. De rechter overwoog daarbij dat eilandsraden leken op gemeenten en dat volgens het Europees Verdrag voor de Rechten van de Mens gelijke gevallen gelijk behandeld moesten worden.
In geen van de bijzondere gemeenten namen Nederlandse landelijke partijen deel.

## Bonaire

### Opkomst
|                   | 2011   | 2011  |
| # stemmen         | %      |       |
| ----------------- | ------ | ----- |
| Kiesgerechtigden  | 10.174 |       |
| Niet opgekomen    | 2.499  | 24,56 |
| Opkomst           | 7.675  | 75,44 |
| Ongeldige stemmen | 70     | 0,91  |
| Blanco stemmen    | 60     | 0,78  |
| Geldige stemmen   | 7.545  | 98,31 |

### Uitslagen
| Politieke partij                    | 2007   | 2007   | 2007   | 2011      | 2011  | 2011   | verschil |
| Politieke partij                    | zetels | zetels | zetels | # stemmen | %     | zetels | verschil |
| ----------------------------------- | ------ | ------ | ------ | --------- | ----- | ------ | -------- |
| Union Patriotiko Boneriano (UPB)    | 5      | 5      | 5      | 3.040     | 40,29 | 4      | -1       |
| Partido Demokrátiko Boneriano (PDB) | 4      | 4      | 4      | 2.513     | 33,31 | 3      | -1       |
| Movementu Boneiru Liber (MBL)       | -      | -      | -      | 821       | 10,88 | 1      | +1       |
| Partido Pro Hustisia & Union (PHU)  | -      | -      | -      | 650       | 8,61  | 1      | +1       |
| Soleana                             | -      | -      | -      | 521       | 6,91  | 0      | 0        |
| totaal                              | 9      | 9      | 9      | 7.545     | 100   | 9      | 0        |

## Saba

### Opkomst
|                   | 2011 | 2011  |
| # stemmen         | %    |       |
| ----------------- | ---- | ----- |
| Kiesgerechtigden  | 960  |       |
| Niet opgekomen    | 126  | 13,12 |
| Opkomst           | 834  | 86,88 |
| Ongeldige stemmen | 4    | 0,48  |
| Blanco stemmen    | 7    | 0,84  |
| Geldige stemmen   | 823  | 98,68 |

### Uitslagen
| Politieke partij                          | 2007   | 2007   | 2007   | 2011      | 2011  | 2011   | verschil |
| Politieke partij                          | zetels | zetels | zetels | # stemmen | %     | zetels | verschil |
| ----------------------------------------- | ------ | ------ | ------ | --------- | ----- | ------ | -------- |
| Windward Islands People's Movement (WIPM) | 4      | 4      | 4      | 686       | 83,35 | 4      | 0        |
| Saba Labour Party (SLP)                   | 1      | 1      | 1      | 137       | 16,65 | 1      | 0        |
| totaal                                    | 5      | 5      | 5      | 823       | 100   | 5      | 0        |
|                                           |        |        |        |           |       |        |          |

## Sint Eustatius

### Opkomst
|                   | 2011  | 2011  |
| # stemmen         | %     |       |
| ----------------- | ----- | ----- |
| Kiesgerechtigden  | 2.140 |       |
| Niet opgekomen    | 685   | 32,01 |
| Opkomst           | 1.455 | 67,99 |
| Ongeldige stemmen | 7     | 0,48  |
| Blanco stemmen    | 12    | 0,82  |
| Geldige stemmen   | 1.436 | 98,70 |

### Uitslagen
| Politieke partij                       | 2007   | 2007   | 2007   | 2011      | 2011  | 2011   | verschil |
| Politieke partij                       | zetels | zetels | zetels | # stemmen | %     | zetels | verschil |
| -------------------------------------- | ------ | ------ | ------ | --------- | ----- | ------ | -------- |
| Democratische Partij (DP)              | 4      | 4      | 4      | 506       | 35,24 | 2      | -2       |
| United People’s Coalition (UPC)        | -      | -      | -      | 354       | 24,65 | 1      | +1       |
| Progressive Labour Party (PLP)         | 1      | 1      | 1      | 291       | 20,26 | 1      | 0        |
| St. Eustatius Empowerment Party (STEP) | -      | -      | -      | 252       | 17,55 | 1      | +1       |
| Lijst 4 (blanco lijst)                 | -      | -      | -      | 33        | 2,30  | 0      | 0        |
| totaal                                 | 5      | 5      | 5      | 1.436     | 100   | 5      | 0        |

## Eerste Kamerverkiezingen
De nieuw verkozen eilandsraadsleden waren niet gerechtigd om bij de Eerste Kamerverkiezingen 2011 samen met de leden van de Provinciale Staten de leden van de Eerste Kamer te kiezen; Caribisch Nederland was niet ingedeeld bij een provincie.
2011 · 2015 · 2019 · 2020 · 2023